# Stanisław Bobiński

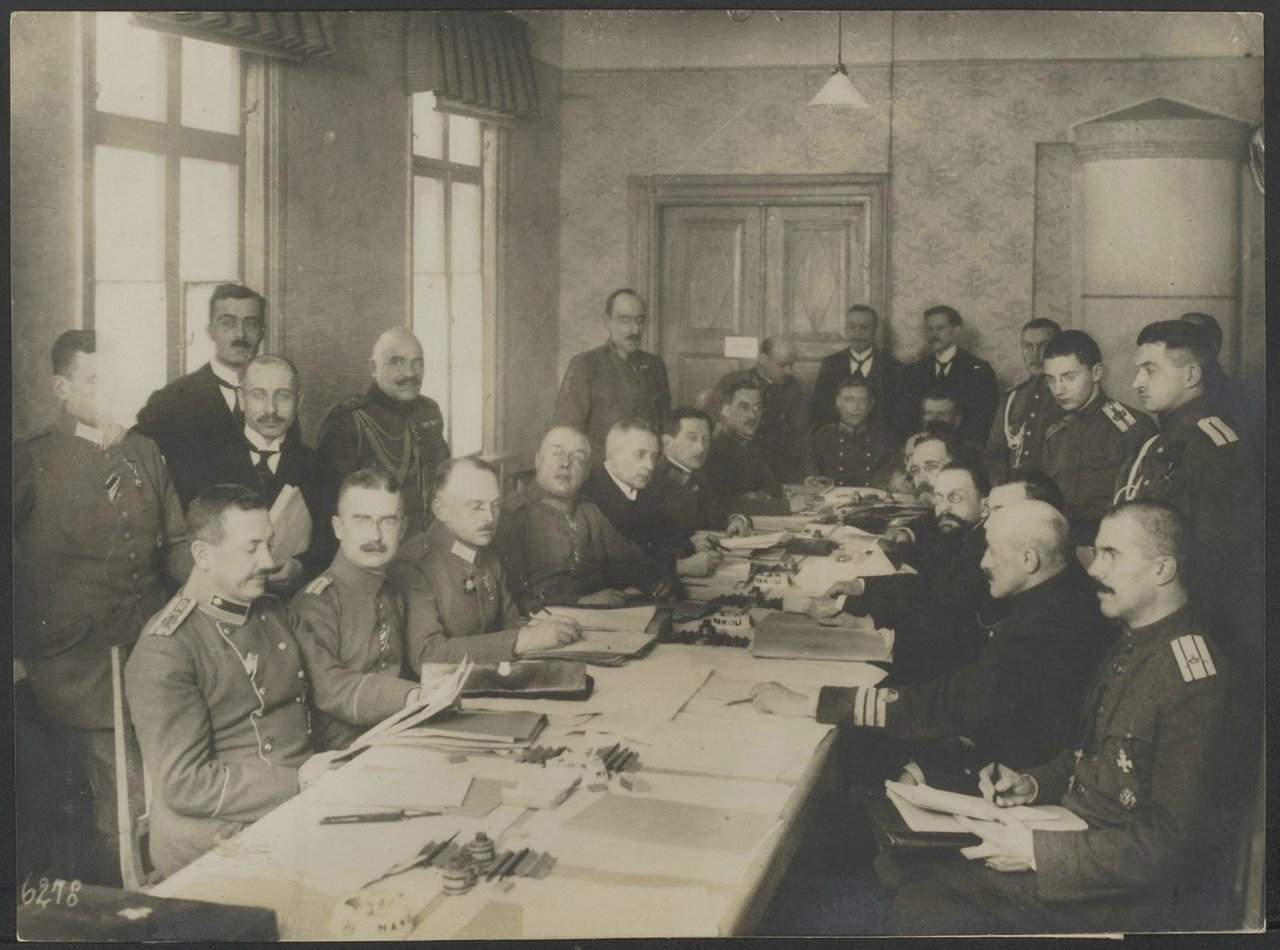
Rokowania pokojowe w Brześciu 1918 Stanisław Bobiński siedzi drugi z prawej, z profilu.

Stanisław Feliks Bobiński, pseud. Jan Kreczyński, Rafał i in. (ur. 20 listopada 1882 w Warszawie, zm. 20 września 1937 w Moskwie) – lewicowy pisarz, działacz komunistyczny. Jego żoną była pisarka Helena Bobińska.

## Życiorys
Był synem Jana, urzędnika ubezpieczeń oraz Stanisławy z Tołwińskich. Kształcił się w Warszawie. Z wykształcenia inżynier leśnik. Jego siostrą była malarka Janina Bobińska-Paszkowska.
Od 1905 w Socjaldemokracji Królestwa Polskiego i Litwy. 
Od grudnia 1917 roku drugi zastępca Komisarza do Spraw Polskich Komisariatu do Spraw Narodowości. Członek Kolegium Ludowego Komisariatu do spraw Narodowościowych. Polski członek Wszechrosyjskiego Centralnego Komitetu Wykonawczego Rad. Pod koniec 1917 r., na zaproszenie Lwa Trockiego przebywa w Brześciu, gdzie toczą się negocjacje pokojowe między bolszewikami a Niemcami i zostaje przez Trockiego wskazany jako reprezentant Polski w tych negocjacjach
. Występował przeciwko Leninowi w sporze wewnątrz partii bolszewickiej dotyczącym podpisania kapitulanckiego pokoju z Niemcami w Brześciu w marcu 1918 r.. Na I Konferencji grup SdKPiL w Rosji wybrany do władz organizacji. Jako przedstawiciel SDKPiL bierze udział w naradzie Biura Centralnego Partii Komunistycznych Krajów Okupowanych (Polski, Litwy, Łotwy, Estonii, Ukrainy i żydowskich sekcji narodowych), będącego poprzedniczką Kominternu. Wypowiada się przeciwko centralizacji w ramach biura, za samodzielnością poszczególnych sekcji. Negował perspektywę oddolnej rewolucji w Polsce. Przeciwnik powstania narodowego państwa polskiego. Uważał, że aktualne jest esdkpilowskie hasło zniesienia wszelkich granic państwowych. „Dyktatura proletariatu musi być międzynarodowa. (…) Socjalizm w jednym tylko kraju jest niemożliwy. (…) Dziś hasło autonomii określa nasz stosunek do Rosji, która będzie również tylko jedną z autonomicznych cząstek Związku Rad Robotniczych Europy” - stwierdził w październiku 1918 r.. Był przeciwnikiem tworzenia oddzialnych narodowych (w tym polskich) oddziałów w ramach Armii Czerwonej; opowiadał się za jednolitą armią rewolucyjną. Komisarz do polskich spraw wojskowych przy komisarzu Moskiewskiego Okręgu wojskowego. W 1918 był komisarzem Rewolucyjnego Czerwonego Pułku Warszawy i komisarzem Zachodniej Dywizji Strzelców. Od 1918 do 1919 był członkiem Rewolucyjnej Rady 16 Armii na Białorusi. Przewodniczący KC Związku Zawodowego Robotników Rolnych Litwy i Białorusi. Skierowany do Polski celem budowania struktury rad robotniczych. W 1919 i 1920 r. był zwolennikiem przeniesienia do Polski rewolucji z pomocą Armii Czerwonej. W 1920 członek Tymczasowego Komitetu Rewolucyjnego Polski ds. rolnictwa. 
Uczestnik III Kongresu Kominternu w czerwcu–lipcu 1921. W latach 1922–1924 profesor filozofii marksistowskiej i rektor Uralskiego Uniwersytetu im. A. M. Gorkiego w Jekaterynburgu, od 1925 członek Biura Polskiego przy Komitecie Centralnym RKP(b)/WKP (b) (w latach 1918–1920 sekretarz Biura). W latach 1926–1928 był zatrudniony jako pracownik naukowy Akademii Komunistycznej w Moskwie. Od 1925 do 1927 był kierownikiem szkoły partyjnej w Kraskowie pod Moskwą. Działacz KPP, m.in. w 1921 i 1925–1926 był członkiem przedstawicielstwa KC KPP w Komitecie Wykonawczym Kominternu (IKKI). Brał udział w III Zjeździe KPP w styczniu–lutym 1925 pod Moskwą i IV Konferencji KPP w listopadzie–grudniu 1925 w Moskwie.
Już w latach 30 XX w. oskarżany o luksemburgizm, 15 czerwca 1937 (w okresie Wielkiego Terroru) został aresztowany przez NKWD. Proces odbył się w Moskwie 20 września 1937 r. Bobiński został oskarżony o uczestnictwo w Polskiej Organizacji Wojskowej, w ramach której miał prowadzić na terenie ZSRR działalność szpiegowską na rzecz polskiego wywiadu i wiedzieć o zamachach terrorystycznych członków organizacji POW. Po 20-minutowym procesie Kolegium Wojskowe Sądu Najwyższego ZSRR skazało Bobińskiego na najwyższy wymiar kary – rozstrzelanie i konfiskatę mienia. Zgodnie z obowiązującym dekretem z 1 grudnia 1934 r. (dekret wydano w dniu zabójstwa Kirowa – a przewidywał natychmiastowe wykonanie wyroków śmierci wobec skazanych za działalność terrorystyczną) – wyrok został wykonany zaraz po zakończonym procesie – 20 września 1937. Skremowany w krematorium na Cmentarzu Dońskim, prochy pochowano anonimowo.
Zrehabilitowany przez Kolegium Wojskowe Sądu Najwyższego ZSRR 29 września 1955.
Pierwszą jego żoną była pisarka Helena Bobińska, z którą miał córkę Celinę, drugą żoną (1922) Jadwiga Siekierska (1903–1984) – działaczka komunistyczna, teoretyk i krytyk sztuki, profesor nadzwyczajny w Zakładzie Teorii i Historii Filmu w Instytucie Sztuki (IS) PAN, z którą miał syna Eryka (ur. 1926 w Moskwie), hydrologa.